# Jelendol (gmina Tržič)
Jelendol – wieś w Słowenii, w gminie Tržič. W 2018 roku liczyła 120 mieszkańców.